# Yuasa Yoshiko
Yuasa Yoshiko (7 de diciembre de 1896 - 24 de octubre de 1990) fue una escritora y activista japonesa, especializada en traducciones de literatura rusa al idioma japonés.

## Biografía
Nacida en Kioto, Yuasa fue una de las colaboradoras del activismo femenino en el periodo Taishō en Japón. Se mudó a la capital Tokio, donde hizo parte de movimientos socialistas de izquierda como el movimiento de literatura proletaria, liderado por la novelista Yuriko Miyamoto. En 1924, las dos mujeres compartieron residencia, y de 1927 a 1930, viajaron juntas a la Unión Soviética, donde estudiaron el lenguaje y la literatura rusos, y lograron una gran amistad con el director de cine Sergei Eisenstein.
Al retornar a Japón, Yuasa se dedicó a realizar traducciones de novelas de autores rusos, especialmente los trabajos de Maksim Gorki, Antón Chéjov y Samuil Marshak. Tal vez su traducción más reconocida sea la de El jardín de los cerezos, de Chekhov. Yuasa falleció en 1990.

## Legado
Después de su muerte, el galardón "Yuasa Yoshiko" le ha sido entregado a la mejor traducción de una obra literaria al japonés.